# Коноваловское муниципальное образование
Коноваловское муниципальное образование — муниципальное образование со статусом сельского поселения в Балаганском районе Иркутской области России. 
Административный центр — село Коновалово.

## Демография
По результатам Всероссийской переписи населения 2010 года
численность населения муниципального образования составила 960 человек, в том числе 454 мужчины и 506  женщин.
| 2010 | 2011 | 2012 | 2013 | 2014 | 2015 | 2016 |
| ---- | ---- | ---- | ---- | ---- | ---- | ---- |
| 960  | →960 | ↘949 | ↘932 | ↘919 | ↗923 | ↘919 |
| 2017 |      |      |      |      |      |      |
| ↘900 |      |      |      |      |      |      |

## Населённые пункты
- село Коновалово
- деревня Ташлыкова